# Xe đạp có động cơ

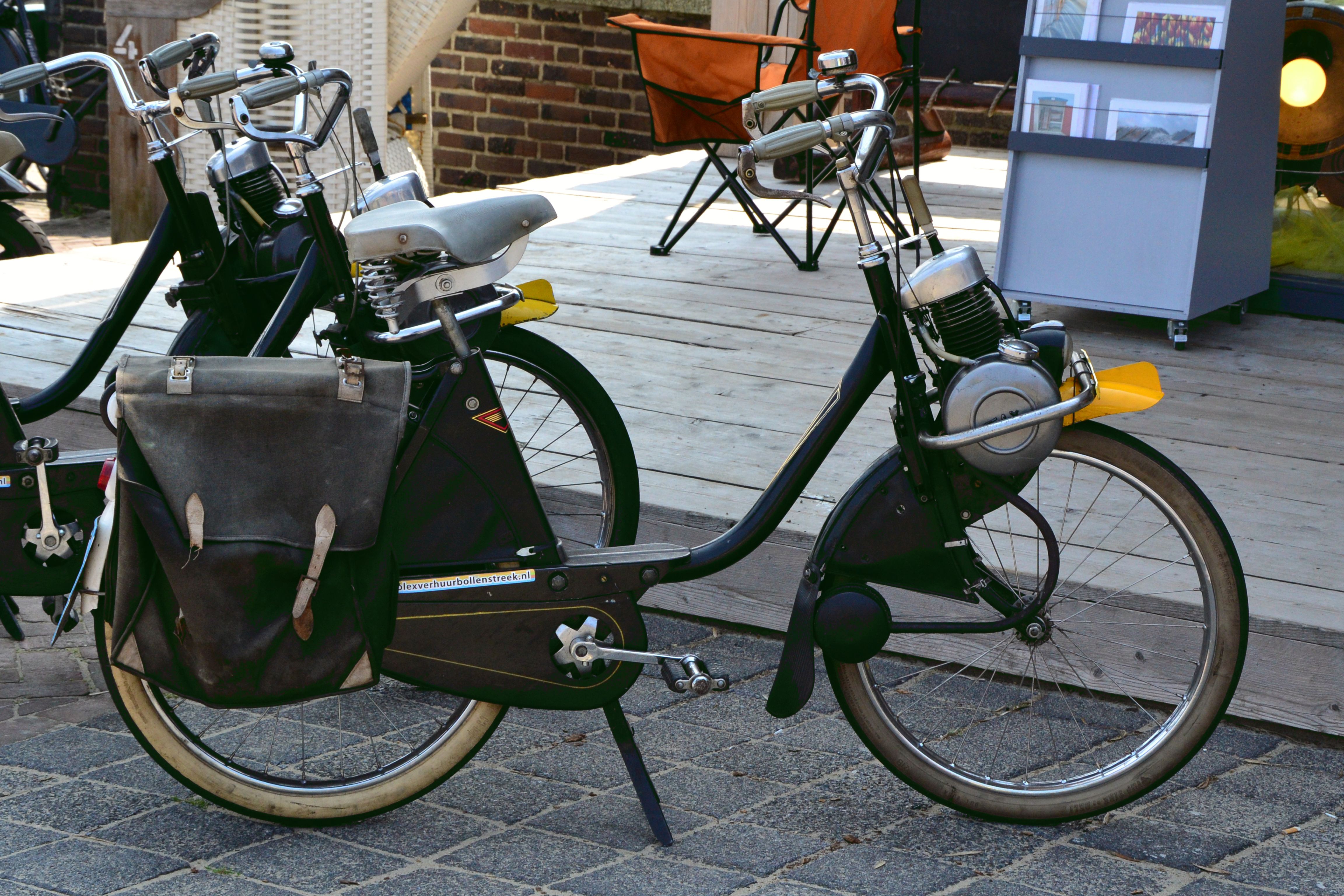
Xe VeloSoleX 01

Xe đạp có động cơ là một loại xe đạp có gắn động cơ (chạy bằng xăng, dầu) để chạy như xe máy nhưng vẫn có bàn đạp như xe đạp thông thường để đạp khi động cơ bị hết xăng. Loại xe này là biến thể của xe đạp thông thường. Xe đạp có động cơ có thể hiểu là "xe lai" giữa xe máy và xe đạp. Xe đạp có động cơ giúp người đi lại đỡ vất vả, mệt mỏi hơn nhờ có gắn động cơ chạy bằng xăng, dầu. Đây là loại xe có giá thành rẻ,phù hơn với giới học sinh, sinh viên. Xe đạp có động cơ như Mobylette,Vélosolex phổ biến tại Miền Nam Việt Nam trước năm 1975. Loại xe này rất được ưa chuộng vì là xe dưới 50 cc nên không cần bằng lái.

## Thiết kế và sử dụng

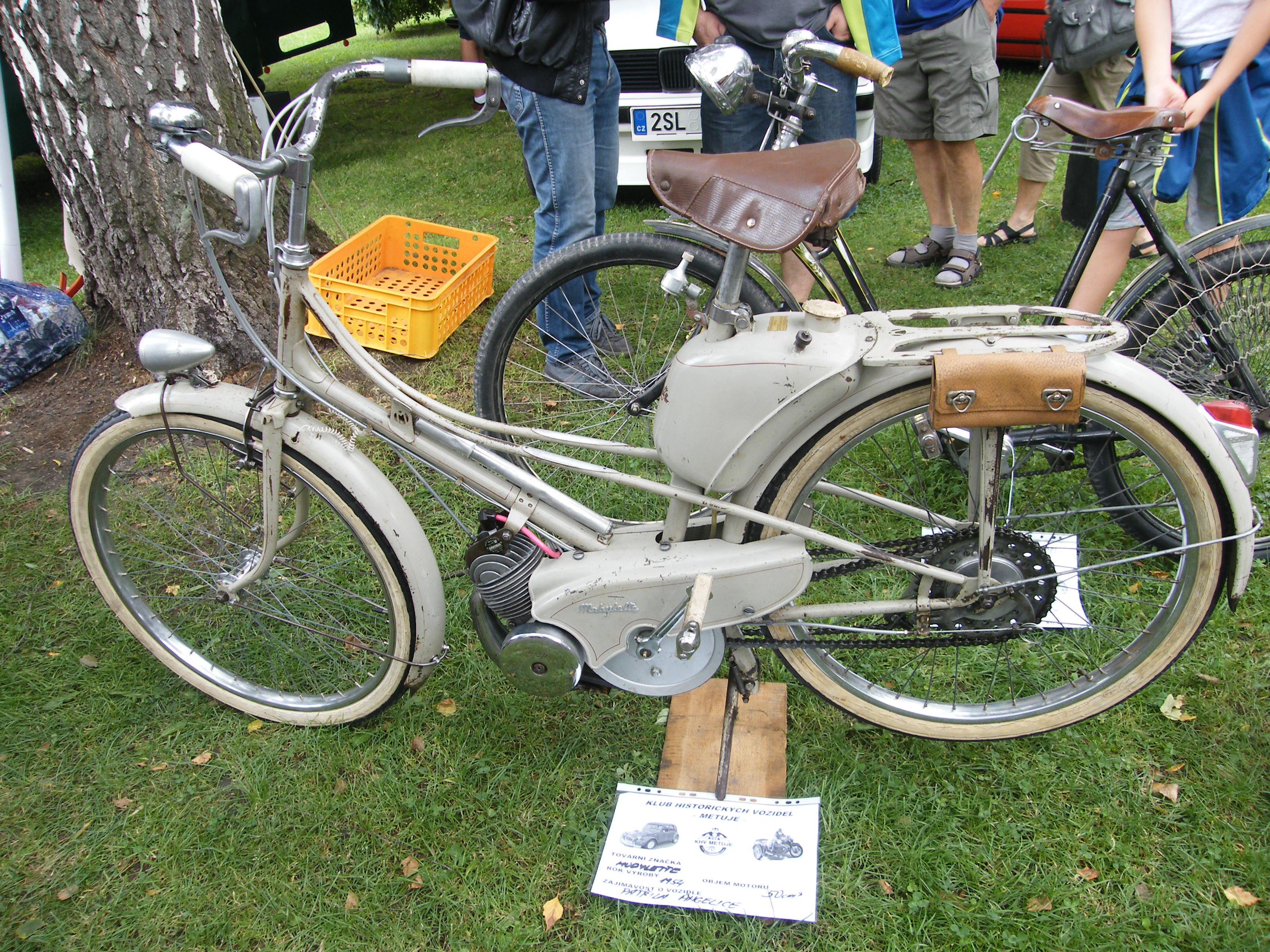
Xe Mobylette 50, sản xuất năm 1954

Xe đạp có động cơ đã sử dụng tất cả các loại động cơ, từ động cơ đốt trong đến động cơ xăng điện, động cơ diesel, hoặc thậm chí đẩy hơi nước. Hầu hết các xe đạp có động cơ được dựa trên hoặc có nguồn gốc từ mục đích chung thiết kế khung xe đạp tiêu chuẩn và công nghệ, mặc dù trường hợp ngoại lệ rất nhiều. Ngoài ra, việc sửa đổi một khung xe đạp thông thường để hỗ trợ cơ giới hóa có thể được mở rộng. Thiết kế của xe đạp hoặc xe máy có động cơ rất khác nhau tùy theo mục đích sử dụng. Một số xe đạp có động cơ đủ mạnh để có thể tự hành, mà không sử dụng bàn đạp. Một sự phát triển của xe đạp có động cơ là xe máy, mà thường chỉ có một ổ đĩa đạp thoái hóa trang bị chủ yếu để đáp ứng các yêu cầu pháp lý, và chỉ thích hợp để bắt đầu các động cơ hoặc cho trường hợp khẩn cấp. Triết lý thiết kế thay thế cho xe máy là cái gọi là động cơ giúp hoặc đạp chân có hỗ trợ xe đạp. Những máy sử dụng bàn đạp như hình thức chi phối của động cơ đẩy, với động cơ chỉ được sử dụng để cung cấp hỗ trợ thêm khi cần thiết cho những ngọn đồi hoặc những chuyến đi dài.

## Lịch sử
Nguồn gốc của xe đạp có động cơ xuất hiện tại Paris, Pháp vào những năm đầu 1860.
Các xe đạp có động cơ được chế tạo tại Hoa Kỳ vào năm 1869, được chế tạo bởi Sylvester H. Roper. Roper chứng tỏ máy của mình tại hội chợ, rạp xiếc ở miền đông Hoa Kỳ vào năm 1867.
Một trong những thiết kế xe đạp có động cơ đầu tiên hỗ trợ là xe máy Millet phát triển bởi Félix Millet tại Pháp vào năm 1892. Thiết kế Millet của có cả bàn đạp và cố định trục khuỷu động cơ bố trí hình tròn được xây dựng vào bánh xe trở lại.
Năm 1896, ER Thomas ở Buffalo, New York, đã bắt đầu bán bộ dụng cụ cơ xăng cho động cơ đẩy xe đạp thông thường. Sau khi hình thành Công ty Thomas động cơ, ông bắt đầu bán xe đạp có động cơ hỗ trợ đầy đủ theo tên Auto-Bi. Auto-Bi thường được coi là sản xuất cơ giới xe đạp đầu tiên sản xuất tại Hoa Kỳ.
Các bộ dụng cụ của xe đạp có động cơ đã được xuất khẩu trên toàn thế giới với các quốc gia trong đó có Anh, Pháp, Đức và các nước Hà Lan, Úc.
Ngay từ năm 1903, xe đạp có động cơ đã được trang bị lớn hơn và nặng hơn khung vòng lặp thiết kế đặc biệt để chứa động cơ dịch chuyển lớn hơn, sản xuất tốc độ cao hơn.
Trải qua nhiều năm, xe đạp có động cơ đã có nhiều cải tiến và dần hoàn thiện như ngày hôm nay.

## Địa vị pháp lý của động cơ đốt trong
Định nghĩa pháp lý và tình trạng của xe đạp có động cơ sử dụng động cơ đốt trong thay đổi từ một dân tộc.

### Canada
Tại Canada, mỗi tỉnh có thẩm quyền riêng của mình trên xe cơ giới và luật giao thông, bao gồm cả phân loại các phương tiện được sử dụng trên đường công cộng. Xe đạp có động cơ sử dụng một động cơ đốt trong dưới 100 cc là thường không thể phân biệt một cách hợp pháp từ một chiếc xe đạp trên đường công cộng.

### Hy Lạp
Tại Hy Lạp, đi xe máy hoặc xe đạp có động cơ với một động cơ xăng dưới 49 cc được phép cho người trên 16 tuổi và không cần giấy phép.

### Vương quốc Anh
Ở Anh, người mua xe đạp có động cơ mới phải đáp ứng một loạt các yêu cầu quy định, (động cơ sản lượng đã được chứng minh dưới 1 kW (1,34 mã lực) và có khả năng chạy được không quá 25 km/h (16 mph hoặc ít hơn) và chỉ phải đối mặt với yêu cầu quy định ít hơn đáng kể.